# Gaius Valerius Zephyrus
Gaius Valerius, wahrscheinlich Gaius Valerius Zephyrus, möglicherweise auch Gaius Valerius Zenodorus, war ein antiker römischer Toreut (Metallbearbeiter) beziehungsweise Ziseleur, der wahrscheinlich im 2. Jahrhundert in Corduba tätig war.
Gaius Valerius Zephyrus ist heute nur noch durch eine Inschrift belegt. Dieses heute nicht mehr erhaltene, aber durch mehrere Handschriften überlieferte Epitaph ließ er seinem Schüler (alumni) Gaius Valerius setzen. In der Inschrift wird Gaius Valerius Zephyrus als Meister des Gaius Valerius genannt, Gaius Valerius selbst als caelator anaglyptarius, also als Ziseleur, der Reliefs fertigte, bezeichnet. Dass der Meister dieselbe Profession wie sein Schüler hatte, kann vorausgesetzt werden. Die vorgeschlagene Ergänzung des Cognomen Zephyrus ist nicht völlig gesichert, ein weiterer Vorschlag ist die Lesung Zenodorus. Die (ergänzte) Inschrift lautet: